# لوکونیشیا
لوکونیشیا (انگلیسی: Leukonychia) یک اصطلاح پزشکی برای لکه یا رگهٔ سفیدی است که روی ناخن ظاهر می‌شود. این واژه از کلمات یونانی لوکو به معنای «سفید» و اونیکس به معنای «ناخن» گرفته شده است. شایع‌ترین علت بروز آن، آسیب به پایه ناخن (ماتریکس ناخن) است. این لکه‌ها معمولاً با فشار آوردن بر روی ناخن محو نمی‌شوند.

## انواع
- لوکونیشیای کامل: تمامی ناخن سفید شده است. در موارد ارثی آن، جهش در ژن PLCD1 بر روی کروموزوم ۳ هامل بروز چنین عارضه‌ای است.[۶] لوکونیشیای کامل بسیار به‌ندرت نشانه‌ای از کمبود آلبومین (مثلا ناشی از سندرم نفروتیک، نارسایی کبد، انتروپاتی و سوءتغذیه) یا عارضهٔ مصرف آنتی‌بیوتیک سولفونامید است.[۷]
- لوکونیشیای جزئی/ناکامل: بخشی از ناخن سفید می‌شود و نه تمامی آن. گاهی این نوع لوکونیشیا، به لوکونیشیای کامل مبدل می‌شود.[۸]
  - لوکونیشیای خطی: سفیدشدگی به‌صورت خطوط سفید کوچک است. (خطوط میس را ببینید.). ضربه‌های جزئی با ناخن، ناخن خوردن، ضربه‌های شدیدتر و مانیکور زیاد یکی از دلایل ایجاد لوکونیشیای خطی است.[۹] علاوه بر اینها، مسمومیت با فلزات سنگین همچون سرب،[۱۰] شیمی‌درمانی و سیروز کبدی از دلایل دیگر بروز آن است.[۱۱]. باید توجه داشت که در بسیاری از افراد دلیل خاصی برای لوکونیشیای خطی یافت نمی‌شود و اینها خودبه‌خود خوب می‌شوند.[۱۲]لوکونیشیا با لکه های بزرگ

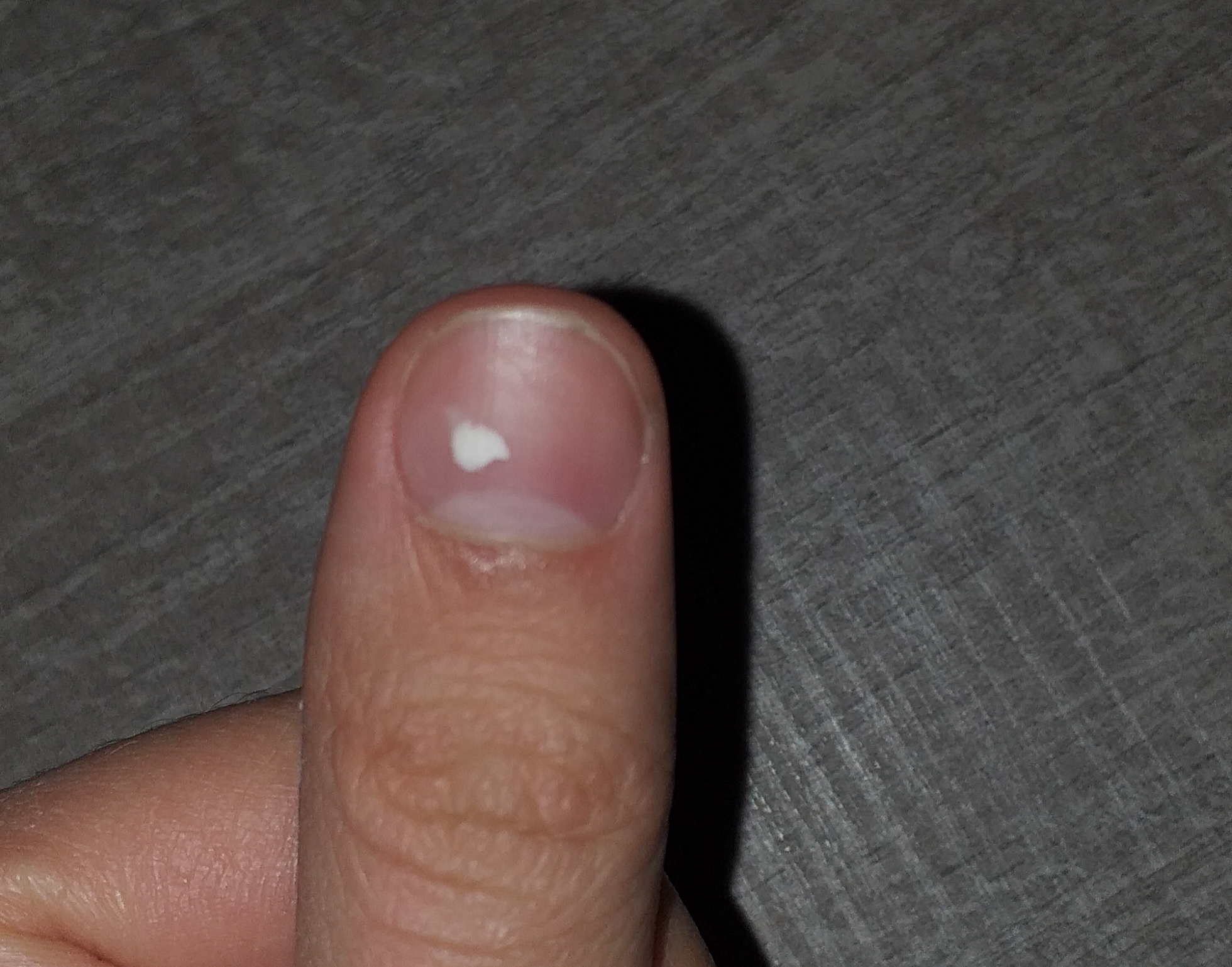
لوکونیشیا با لکه های بزرگ

  - لوکونیشیای نقطه‌ای: بدان لوکونیشیای واقعی هم می‌گویند و شایع‌ترین شکل لوکونیشیا است که سفیدشدگی به صورت نقطه‌ای (لکه‌ای سفید) است و شکل و تعداد لکه‌ها گاهی با رشد ناخن تغییر می‌کند.[۱۳]
  - لوکونیشیای طولی: سفیدی به صورت خطوط باریک ۱ میلی‌متری در بستر ناخن دیده می‌شود و احتمالاً با بیماری داریر مرتبط است.[۱۴]
- لوکونیشیای آشکار: ناشی از تغییراتی در بستر ناخن است که در صفحه زیرین ناخن قابل مشاهده است.[۱۵][۱۶]